# Zeitgeist (film)
Zeitgeist (of Zeitgeist: The Movie) is een serie films van Peter Joseph, waarvan de eerste uitkwam in 2007. De film poneert diverse complottheorieën over met name het christendom, de aanslagen op 11 september 2001, de rol van de Amerikaanse centrale bank (Fed), het tenietdoen van burgerrechten en vrijheden van de bevolking door bijvoorbeeld de Patriot Act en vermeende verbanden hiertussen. De latere twee propageren het utopische gedachtegoed van Jacque Fresco.

## Films
De eerste film in de serie besloeg drie hoofdstukken:
- Part I: "The greatest story ever told" (een esoterische benadering van religies, hun verbanden en wie daadwerkelijk de Schepper is)
- Part II: "All the world's a stage" (een andere kijk op de oorzaak van de 9/11-aanslagen en een theorie dat de Amerikaanse overheid zelf een rol speelde bij de aanslagen)
- Part III: "Don't mind the men behind the curtain" (poneert een wereldwijd complot van bankiers, die met fiatgeld de wereldeconomie in hun greep houden)

De tweede film, Zeitgeist Addendum, kwam uit in 2008 en voegde een vierde hoofdstuk toe, Part IV: "The Revolution is now", waarin de utopie van Jacque Fresco wordt gepresenteerd als alternatief maatschappelijk model. De derde film, Zeitgeist: Moving Forward, zet deze gedachtelijn voort.

## Ontvangst
De film is bekritiseerd om feitelijke onjuistheden en om de kwaliteit van haar argumenten. Joseph zelf heeft zich achteraf gedistantieerd van de complottheorie over 11 september die de eerste film poneerde.
De Zeitgeistbeweging is een activistische organisatie die haar naam aan de films ontleent.